# Kathleen York
Kathleen York (znana również jako Bird York; ur. 21 marca 1961 w Chicago) – amerykańska aktorka, scenarzystka i piosenkarka; nominowana do Oscara za utwór In the Deep z filmu Miasto gniewu (2004).

## Kariera
Utwór In the Deep napisała wspólnie z Michaelem Beckerem. Oprócz filmu Miasto gniewu pojawił się na albumie Wicked Little High. Zadebiutował na 64. miejscu Billboardu. Podczas 78. ceremonii wręczenia Oscarów Kathleen zaśpiewała nominowany utwór.
Jej piosenka „Have No Fear” (również napisana z Michaelem Beckerem) była głównym utworem w filmie Siedem dusz. Jej piosenki zostały także wykorzystane w serialach Dr House, Bez skazy, CSI: Kryminalne zagadki Nowego Jorku, Skazani za niewinność, Agenci NCIS, Everwood i Sprawy rodzinne 2.
Jako aktorka zagrała w ponad stu filmach i serialach. Zagrała m.in. Monique Polier w Gotowych na wszystko, Naomi Judd w Love Can Build a Bridge. Poza tym wystąpiła w Prezydenckim pokerze jako Andrea Wyatt, Strach ma wielkie oczy, Światłach Północy, Śmiertelnej kuracji i Mieście gniewu. Pojawiła się także w niezależnych filmach takich jak Krzyk milczenia oraz Wielki dzień. Znana również z serialu Dr House czy Życie na fali, gdzie zagrała Renee Wheeler.
Jako scenarzystka współpracuje z Warner Bros., Sony, Paramount i telewizją Fox.

## Dyskografia
- 1999: Bird York (Blissed Out Record)
- 2005: The Velvet Hour (Blissed Out Record)
- 2006: Wicked Little High (EMI)
- 2008: Have No Fear (Blissed Out Record)